# Malcas
Malcas ist ein Dorf im Nordwesten von Peru. Es ist ein centro poblado des Distrikts Condebamba in der Region Cajamarca.

## Geografie
Malcas befindet sich im Distrikt Condebamba in der Region Cajamarca auf einer Höhe von 2047 m. Das Dorf liegt etwa 11 km nordwestlich vom Distriktverwaltungssitz Cauday.

## Geschichte
Eine Hacienda Malcas, also ein halbfeudal geführtes Landgut, wird 1922 in einem Lexikon peruanischer Orte genannt. In den 1970er-Jahren leitete die Militärregierung unter Juan Velasco Alvarado eine Landreform ein, welche die halbfeudalen Agrarstrukturen in Peru zerschlagen sollte. Zu diesem Zeitpunkt umfasste das Landgut etwa 530 Hektar bei 59 Arbeitern. Malcas war die erste Hacienda in der Provinz Cajabamba, die zerschlagen wurde; im September 1974 war sie bereits in eine Landwirtschaftliche Produktionsgenossenschaft (Cooperativa Agraria de Producción, CAP) umgewandelt. Nach Sturz der Militärregierung wurden die Ländereien der CAPs unter Kleinbauern und den indigenen Dorfgemeinschaften verteilt.

## Einwohner
Beim Zensus 2017 hatte in Malcas 527 Einwohner. 2007 lag die Einwohnerzahl bei 600.

## Sehenswürdigkeiten
Auf dem Hof der Schule Mariscal Ramón Castilla befindet sich der Ficus de Malcas. Der über 150 Jahre alte und 44 m hohe Ficus wurde im Juni 2021 von der peruanischen Forstbehörde SERFOR zum Naturdenkmal ernannt.

## Verkehr
Die Hauptstraße des Ortes ist Teil der Nationalstraße PE-3N und somit Teil der Nord-Süd-Achse durch den Gebirgsteil des Landes.